# Agul (fiume)
L'Agul (in russo Агул?; nella parte superiore Большой Агул, Grande Agul) è un fiume della Siberia Orientale affluente destro del fiume Kan. Scorre nell'Oblast' di Irkutsk e nel Territorio di Krasnojarsk.
Il fiume ha origine sulle pendici settentrionali della catena Agul'skie Belki tra i monti Saiani Orientali. La sua lunghezza è di 347 km, l'area del bacino è di 11 600 km². Nella parte superiore scorre attraverso il lago Agul'skoe. Si dirige a nord lungo una stretta valle, quindi lungo le pendici dei Saiani Orientali. Il suo maggior affluente è il fiume Kungus.
Il fiume Agul è navigabile.